# Natalia Górriz de Morales
Natalia Górriz de Morales (21 de juliol de 1868, Chimaltenango, Guatemala - † data desconeguda) fou una mestra de Guatemala, qui després de graduar-se de professora a l'Institut Belén el 1884, desenvolupà una intensa tasca en benefici de les docents de Guatemala: fou professora de pedagogia i gramàtica i després directora de l'Institut el 1891, quan tan sols tenia vint-i-tres anys. El 1888 promogué la formació de l'Escola Normal de Senyoretes, que es formà a l'antic Institut Belén i per la qual no cobrà cap ajuda del govern del país. El 1892, el govern del general José María Reina Barrios la promogué al càrrec d'inspectora general de les escoles de nenes a la Ciutat de Guatemala. Escrigué un llibre dedicat a Cristòfor Colom quan es complí el quart centenari del Descobriment d'Amèrica el 1892. Més tard deixà la carrera docent quan es casà amb el ministre de foment i de guerra, el llicenciat Próspero Morales, el 1894.
Després de la renúncia del seu marit al gabinet del govern del general Reina Barrios, a causa de la crisi econòmica que vivia Guatemala a mitjans 1897, estigué un temps exiliada a Tapachula (Mèxic), des d'on s'intentà envair Guatemala i derrocar el nou president, el llicenciat Manuel Estrada Cabrera, qui havia assumit el comandament el 8 de febrer de 1898 després de l'assassinat del president Reina Barrios i a qui Morales coneixia molt bé, atès que Estrada Cabrera havia estat ministre de governació de Reina Barrios. La invasió fracassà i pocs dies després de la derrota, morí Morales. Natalia Górriz reprengué llavors la seva carrera docent i arribà a ser sòcia de la Societat Geogràfica de Madrid, membre de l'Acadèmia de Geografia i Història de Guatemala i representant de Guatemala davant la feminista Lliga Internacional de Dones Ibèriques i Hispanoamericanes.

## Biografia
Natalia Górriz es graduà a l'Institut Belén el 1884 amb el títol de mestra, i l'any següent obtingué el diploma de batxiller en ciències i lletres. Poc després de graduar-se estigué a càrrec de l'única escola complementària de nenes que hi havia a la Ciutat de Guatemala sota la direcció del llavors ministre d'Instrucció Pública, Antonio Batres Jáuregui, i després passà al claustre de l'Institut Belén, on impartí les càtedres de pedagogia i gramàtica amb un mètode que mantenia l'interès de les alumnes, qui arribaven a un nivell professional tot i abans de rebre's com a mestres.
Promogué i aconseguí que el 28 de juny de 1888 el govern del general Manuel Lisandro Barrillas Bercián creés l'Escola Normal de Senyoretes, que començà a funcionar a l'antic Institut Belén; aquell mateix any col·laborà en la redacció del periòdic La República. El 1891 fou nomenada directora de l'Escola Normal, i el 1892 fou ascendida a inspectora general d'instrucció primària de la Ciutat de Guatemala.
El 1894 contragué matrimoni amb el llavors ministre de foment i de guerra, Próspero Morales, i deixà la seva carrera docent per dedicar-se a la vida familiar.

## Obres
- Vida y viajes de Colón, 1895.[4]
- Compendio de geografía descriptiva, 1904.[2]
- Luisa Xicotencatl, princesa de Tlaxcala, 1943.[5]